# Tucson Tennis Games 1974
Il Tucson Tennis Games 1974, conosciuto anche con il nome di American Airlines Tennis Games 1974 per ragioni di sponsorizzazione, è stato un torneo di tennis giocato sul cemento. È stata la 1ª edizione del torneo di Indian Wells, facente parte del Grand Prix 1974. Il torneo si è giocato a Tucson in Arizona dal 18 al 24 marzo 1974.

## Campioni

### Singolare
John Newcombe ha battuto in finale  Arthur Ashe con il punteggio di 6–3, 7–6

### Doppio
Charles Pasarell /  Sherwood Stewart hanno battuto in finale  Tom Edlefsen /  Manuel Orantes con il punteggio di 6–4, 6–4